# Eddin
Eddin (* 1999 in Berlin-Wedding) ist ein deutscher Rapper und Sänger bosnischer Herkunft.

## Leben
Eddin wuchs in Berlin-Charlottenburg in ärmlichen Verhältnissen auf. Er machte einen Mittleren Schulabschluss und begann anschließend auf dem Bau zu arbeiten. Bereits in jungen Jahren kam er mit Deutschrap in Berührung und begann ab 2014 selbst zu rappen. Als Künstlernamen wählte er seinen richtigen Vornamen. Zu seinen Einflüssen zählen Haftbefehl, Capo, Olexesh und Celo & Abdi. Später kam er zum Trap. Seine ersten Songs erschienen über YouTube. Die Single Da für dich erregte die Aufmerksamkeit von Epic Records die den Künstler 2020 unter Vertrag nahmen. Kurz nach der Vertragsunterzeichnung gab er seine Tätigkeit auf dem Bau auf, um sich seiner Musikkarriere zu widmen.
Am 5. Februar 2021 gelingt ihm das erste Mal der Einstieg in die deutschen Charts. Seine Single Nicht echt erreicht Platz 84. Ende des Jahres erschien seine Single I ke harru, die Platz 33 erreicht.

## Musikstil
Musikalisch ist Eddin vom Straßenrap beeinflusst, den er jedoch mit Trap und Auto-Tune mischt.

## Diskografie
Singles
- 2017: Samo To
- 2017: Mary Jane
- 2018: Fleur de Lys
- 2018: Eddin Nasib
- 2018: Ma Vie
- 2018: Badboy
- 2018: Eddin E’s
- 2019: Da für dich (AT: Gold)
- 2019: Milano
- 2020: Anders
- 2020: Leben ohne Plan
- 2020: Warum
- 2020: 1001
- 2020: Au revoir
- 2021: Nicht echt
- 2021: Karma
- 2021: Tut mir leid
- 2021: Krank
- 2021: Allein
- 2021: Du
- 2021: Zu spät
- 2021: I ke harru
- 2022: Sorry (#1 der deutschen Single-Trend-Charts am 18. Februar 2022[7])
- 2022: Kurz vor 6
- 2022: Jordan One
- 2022: Sex (feat. Eddin)
- 2022: Minirock (#15 der deutschen Single-Trend-Charts am 6. Mai 2022[8])
- 2022: Lebst du noch (#18 der deutschen Single-Trend-Charts am 21. Mai 2022[9])
- 2022: Fucked up
- 2022: Allô
- 2022: Bad Vibez (#11 der deutschen Single-Trend-Charts am 2. September 2022[10])
- 2022: Du fehlst
- 2023: Sommer ohne dich (#17 der deutschen Single-Trend-Charts am 9. Juni 2023[11])